# VTJ Tábor
VTJ Tábor (pełna nazwa: Vojenská tělovýchovná jednota Tábor) – czeski klub piłkarski z siedzibą w mieście Tabor, działający w latach 1953–1996, grający niegdyś w drugiej ligi czechosłowackiej.

## Historia
Klub został założony w 1953 roku. W 1960 roku klub awansował do drugiej ligi czechosłowackiej. Grał w niej w latach 1960–1967, 1968–1971, 1977–1982 i 1983–1989. Po rozpadzie Czechosłowacji grał w Českej fotbalovej lidze. Spadł w niej w sezonie 1993/1994. W 1996 został rozwiązany.

## Historyczne nazwy
- 1953 – DA Žižka Tábor (Dům armády Žižka Tábor)
- 1956 – VTJ Dukla Tábor (Vojenská tělovýchovná jednota Dukla Tábor)
- 1976 – VTJ Tábor (Vojenská tělovýchovná jednota Tábor)
- 1990 – ASVS Dukla Praha „B“ (Armádní středisko vrcholového sportu Dukla Praha „B“)
- 1992 – FC Dukla Praha „B“ (Football Club Dukla Praha „B“)
- 1994 – FC Dukla Tábor (Football Club Dukla Tábor)
- 1996 – rozwiązanie klubu